# Helvia Recina Volley Macerata 2019-2020
Questa voce raccoglie le informazioni riguardanti l'Helvia Recina Volley Macerata nelle competizioni ufficiali della stagione 2019-2020.

## Organigramma societario
Area direttiva
- Presidente: Pietro Paolella

Area tecnica
- Allenatore: Luca Paniconi
- Allenatore in seconda: Michele Carancini

## Rosa
| N° | Nome               | Ruolo | Data di nascita  | Nazionalità sportiva |
| -- | ------------------ | ----- | ---------------- | -------------------- |
| 1  | Valentina Pomili   | S     | 21 ottobre 1994  | Italia               |
| 2  | Melissa Martinelli | C     | 23 marzo 1993    | Italia               |
| 3  | Beatrice Spitoni   | S     | 22 dicembre 2002 | Italia               |
| 4  | Elisa Lancellotti  | P     | 23 febbraio 1991 | Italia               |
| 5  | Morgana Giubilato  | S     | 13 aprile 2001   | Italia               |
| 7  | Aleksandra Lipska  | S     | 25 febbraio 1998 | Polonia              |
| 9  | Giorgia Mazzon     | S     | 18 agosto 1998   | Italia               |
| 10 | Ilenia Peretti     | P     | 1º dicembre 1997 | Italia               |
| 11 | Irina Smirnova     | O     | 10 aprile 1990   | Russia               |
| 12 | Ylenia Pericati    | L     | 22 marzo 1994    | Italia               |
| 13 | Elisa Rita         | C     | 21 aprile 1993   | Italia               |
| 14 | Veronica Taborelli | O     | 22 marzo 1994    | Italia               |
| 15 | Dayana Kosareva    | S     | 24 agosto 1999   | Italia               |
| 16 | Federica Nonnati   | O     | 25 marzo 1999    | Italia               |
| 18 | Sara Tajè          | C     | 3 dicembre 1998  | Italia               |

## Risultati

### Serie A2

#### Regular season

##### Girone di andata
| 1ª giornata - 6 ottobre 2019 PalaManera, Mondovì               | Mondovì             | 3 - 1 | Helvia Recina   | 27-25, 25-22, 19-25, 25-22 |
| 2ª giornata - 13 ottobre 2019 PalaFontescodella, Macerata      | Helvia Recina       | 3 - 1 | Marsala         | 25-15, 25-20, 19-25, 25-16 |
| 3ª giornata - 20 ottobre 2019 PalaCollodi, Montecchio Maggiore | Montecchio Maggiore | 0 - 3 | Helvia Recina   | 22-25, 25-27, 19-25        |
| 4ª giornata - 27 ottobre 2019 PalaFontescodella, Macerata      | Helvia Recina       | 3 - 0 | Futura Giovani  | 25-16, 25-13, 25-18        |
| 5ª giornata - 31 ottobre 2019 PalaFontescodella, Macerata      | Helvia Recina       | 1 - 3 | Olimpia Teodora | 25-22, 22-25, 21-25, 20-25 |
| 6ª giornata - 3 novembre 2019 PalaSanbapolis, Trento           | Trentino Rosa       | 3 - 0 | Helvia Recina   | 25-16, 25-19, 25-18        |
| 7ª giornata - 10 novembre 2019 PalaFontescodella, Macerata     | Helvia Recina       | 3 - 0 | Due Principati  | 25-20, 25-23, 25-19        |
| 8ª giornata - 17 novembre 2019 PalaRuffini, Torino             | CUS Torino          | 3 - 1 | Helvia Recina   | 20-25, 25-18, 25-23, 25-23 |
| 9ª giornata - 24 novembre 2019 PalaFontescodella, Macerata     | Helvia Recina       | 3 - 0 | Roma Club       | 25-14, 26-24, 25-22        |

##### Girone di ritorno
| 10ª giornata - 30 novembre 2019 PalaFontescodella, Macerata                | Helvia Recina   | 3 - 2 | Mondovì             | 21-25, 25-17, 25-23, 16-25, 15-5  |
| 11ª giornata - 8 dicembre 2019 PalaBellina, Marsala                        | Marsala         | 2 - 3 | Helvia Recina       | 19-25, 23-25, 25-22, 25-17, 11-15 |
| 12ª giornata - 15 dicembre 2019 PalaFontescodella, Macerata                | Helvia Recina   | 0 - 3 | Montecchio Maggiore | 16-25, 25-27, 19-25               |
| 13ª giornata - 22 dicembre 2019 Palazzetto San Luigi, Busto Arsizio        | Futura Giovani  | 3 - 2 | Helvia Recina       | 25-23, 18-25, 23-25, 25-22, 15-13 |
| 14ª giornata - 26 dicembre 2019 PalaCosta, Ravenna                         | Olimpia Teodora | 1 - 3 | Helvia Recina       | 25-20, 18-25, 20-25, 23-25        |
| 15ª giornata - 29 dicembre 2019 PalaFontescodella, Macerata                | Helvia Recina   | 1 - 3 | Trentino Rosa       | 20-25, 25-22, 22-25, 23-25        |
| 16ª giornata - 5 gennaio 2020 Palazzetto Sant'Antonio, Pontecagnano Faiano | Due Principati  | 3 - 0 | Helvia Recina       | 25-20, 25-18, 25-20               |
| 17ª giornata - 12 gennaio 2020 PalaFontescodella, Macerata                 | Helvia Recina   | 0 - 3 | CUS Torino          | 22-25, 22-25, 23-25               |
| 18ª giornata - 19 gennaio 2020 Honey Sport City, Roma                      | Roma Club       | 1 - 3 | Helvia Recina       | 25-23, 16-25, 16-25, 18-25        |

#### Pool salvezza

##### Girone di andata
| 1ª giornata - 9 febbraio 2020 Palestra comunale, Talmassons | Talmassons    | 0 - 3 | Helvia Recina    | 26-28, 18-25, 16-25        |
| 2ª giornata - 16 febbraio 2020 PalaFontescodella, Macerata  | Helvia Recina | 3 - 0 | Academy Sassuolo | 25-20, 25-9, 25-19         |
| 3ª giornata - 23 febbraio 2020 PalaFontescodella, Macerata  | Helvia Recina | 1 - 3 | Montale          | 20-25, 25-22, 18-25, 14-25 |
| 4ª giornata - 18 marzo 2020 PalaCesari, Cutrofiano          | Cutrofiano    | -     | Helvia Recina    | annullata                  |
| 5ª giornata - 7 marzo 2020 PalaFontescodella, Macerata      | Helvia Recina | 3 - 0 | Club Italia      | 25-19, 25-22, 25-11        |

##### Girone di ritorno
| 6ª giornata - 15 marzo 2020 PalaFontescodella, Macerata           | Helvia Recina    | - | Talmassons    | annullata |
| 7ª giornata - 22 marzo 2020 PalaPaganelli, Sassuolo               | Academy Sassuolo | - | Helvia Recina | annullata |
| 8ª giornata - 29 marzo 2020 Palestra Magagni, Castelnuovo Rangone | Montale          | - | Helvia Recina | annullata |
| 9ª giornata - 5 aprile 2020 PalaFontescodella, Macerata           | Helvia Recina    | - | Cutrofiano    | annullata |
| 10ª giornata - 11 aprile 2020 Centro Pavesi, Milano               | Club Italia      | - | Helvia Recina | annullata |

## Statistiche

### Statistiche di squadra
| Competizione | Punti | In casa | In casa | In casa | In trasferta | In trasferta | In trasferta | Totale | Totale | Totale |
| Competizione | Punti | G       | V       | P       | G            | V            | P            | G      | V      | P      |
| ------------ | ----- | ------- | ------- | ------- | ------------ | ------------ | ------------ | ------ | ------ | ------ |
| Serie A2     | 35    | 12      | 7       | 5       | 10           | 5            | 5            | 22     | 12     | 10     |
| Totale       | -     | 12      | 7       | 5       | 10           | 5            | 5            | 22     | 12     | 10     |

G = partite giocate; V = partite vinte; P = partite perse

### Statistiche dei giocatori
| Giocatore      | Serie A2 | Serie A2 | Serie A2 | Serie A2 | Serie A2 | Totale | Totale | Totale | Totale | Totale |
| Giocatore      | P        | PT       | AV       | MV       | BV       | P      | PT     | AV     | MV     | BV     |
| -------------- | -------- | -------- | -------- | -------- | -------- | ------ | ------ | ------ | ------ | ------ |
| M. Giubilato   | 11       | 2        | ?        | ?        | ?        | 11     | 2      | ?      | ?      | ?      |
| D. Kosareva    | 12       | 109      | ?        | ?        | ?        | 12     | 109    | ?      | ?      | ?      |
| E. Lancellotti | 22       | 19       | ?        | ?        | ?        | 22     | 19     | ?      | ?      | ?      |
| A. Lipska      | 3        | 31       | ?        | ?        | ?        | 3      | 31     | ?      | ?      | ?      |
| M. Martinelli  | 22       | 173      | ?        | ?        | ?        | 22     | 173    | ?      | ?      | ?      |
| G. Mazzon      | 22       | 123      | ?        | ?        | ?        | 22     | 123    | ?      | ?      | ?      |
| F. Nonnati     | 9        | 28       | ?        | ?        | ?        | 9      | 28     | ?      | ?      | ?      |
| I. Peretti     | 22       | 16       | ?        | ?        | ?        | 22     | 16     | ?      | ?      | ?      |
| Y. Pericati    | 22       | 1        | ?        | ?        | ?        | 22     | 1      | ?      | ?      | ?      |
| V. Pomili      | 22       | 270      | ?        | ?        | ?        | 22     | 270    | ?      | ?      | ?      |
| E. Rita        | 20       | 122      | ?        | ?        | ?        | 20     | 122    | ?      | ?      | ?      |
| I. Smirnova    | 16       | 223      | ?        | ?        | ?        | 16     | 223    | ?      | ?      | ?      |
| B. Spitoni     | 1        | 0        | ?        | ?        | ?        | 1      | 0      | ?      | ?      | ?      |
| V. Taborelli   | 6        | 98       | ?        | ?        | ?        | 6      | 98     | ?      | ?      | ?      |
| S. Tajè        | 19       | 73       | ?        | ?        | ?        | 19     | 73     | ?      | ?      | ?      |

P = presenze; PT = punti totali; AV = attacchi vincenti; MV = muri vincenti; BV = battute vincenti